# Robson (álbum)
Robson é o álbum de estreia do humorista e cantor Diogo Defante, lançado em 20 de julho de 2023. O EP contém cinco faixas, todas composições de Defante.

## Antecedentes
Antes de estrear em carreira solo, Diogo Defante já havia participado da banda Let's Go como baterista. A banda era composta por Diogo e outros três músicos e lançou um álbum e outros materiais oficiais. Com o fim do grupo, o humorista permaneceu por mais de dez anos longe da carreira musical, devido ao seu reconhecimento no humor.

## Desenvolvimento

### Concepção
Diogo Defante criou o álbum Robson após ver a recepção do público para algumas canções que já haviam sido gravadas por ele "sem pretensão nenhuma". Diogo apresentou algumas canções durante suas transmissões ao vivo, e o público passou a pedir que elas fossem publicadas nas plataformas de streaming de música.

"Eu já tinha gravado algumas músicas sem pretensão nenhuma, como Padeiro, que faz parte do EP. Aí quando eu fazia minhas lives na pandemia e botava ela para tocar, a galera pirava e pedia para colocar no Spotify."— Diogo Defante sobre a concepção do álbum.

### Composição
A primeira faixa do álbum a ser composta foi "Jerry", que Defante compôs em 2012, quando ainda fazia parte da banda Buço Cabeludo. As outras quatro também foram composições do humorista, e todas as cinco adotaram um estilo nonsense e debochado.

### Gravação e produção
As gravações começaram durante a pandemia de COVID-19 no Brasil e contaram com os músicos Hugo Defante, Victor Levi, Ton Oliveira, Rafael Pereira e Matheus Pessanha.
Durante o processo de produção, quando o projeto estava prestes a passar pelo processo de mixagem, um problema com um disco rígido portátil da gravadora fez com que todo o material já gravado fosse perdido. Sem conseguir recuperar os arquivos, Diogo Defante e os outros músicos regravaram todas as canções do álbum.

## Lançamento

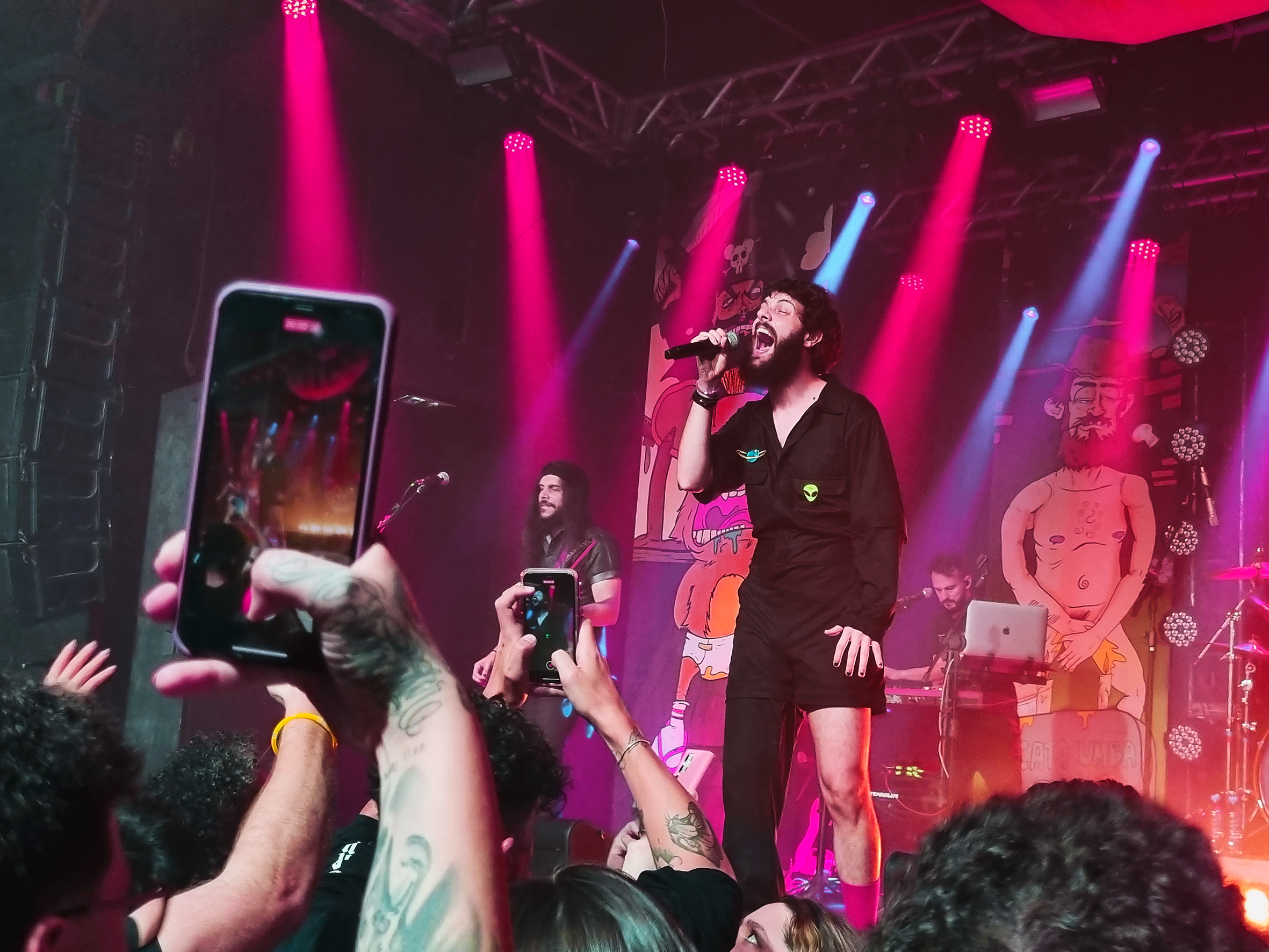
Diogo durante uma apresentação da turnê de lançamento do álbum (2023).

Diogo anunciou o álbum em 2023 ao lançar a primeira faixa, "Jerry", cujo clipe foi inspirado na franquia Piratas do Caribe e o áudio foi divulgado inicialmente numa live do comediante onde ele passou doze horas vestido de rato em uma gaiola na Avenida Paulista.
A turnê de lançamento do disco foi iniciada com uma apresentação no Circo Voador. Outras apresentações também foram feitas em São Paulo, Curitiba, Porto Alegre, Brasília e Belo Horizonte. Durante o lançamento e as primeiras apresentações, Diogo reforçou a diferença entre o projeto e sua carreira humorística: "Quero que as pessoas entendam meu lado sério porque senão elas não dão a credibilidade necessária para sair de casa, comprar ingresso e assistir ao show".

## Faixas
Todas as faixas escritas e compostas por Diogo Defante. 
| Lista de faixas de Robson. |                                 |         |  |
| N.º                        | Título                          | Duração |  |
| 1.                         | "Pelo" (feat. Lucas Inutilismo) | 3:40    |  |
| 2.                         | "Jerry"                         | 3:10    |  |
| 3.                         | "Padeiro"                       | 3:06    |  |
| 4.                         | "Matinho"                       | 3:16    |  |
| 5.                         | "Catacumba"                     | 4:15    |  |
| Duração total:             | Duração total:                  | 17m27s  |  |

## Músicos
- Diogo Defante – vocais[8]
- Hugo Defante – guitarra[8]
- Victor Leví – guitarra,[8] baixo e teclados[11]
- Ton Oliveira – bateria[8]
- Rafael Pereira – teclado[8]
- Matheus Pessanha – baixo[8]
- Lucas Inutilismo – vocais[11]
- Dhouglas Umabel – cordas[11]